# Mirko Vučinić
Mirko Vučinić (cyr. Mиpкo Bучинић, wym. [mirkɔ ʋutʃinitɕ]; ur. 1 października 1983 w Nikšiciu) – czarnogórski piłkarz grający na pozycji napastnika.

## Kariera klubowa
Pochodzi z 70-tysięcznego miasta Nikšić. Tam też rozpoczynał swoją piłkarską karierę, zapisując się do klubu Sutjeska Nikšić, który od paru lat występował w pierwszej lidze Serbii i Czarnogóry. Najpierw grał w zespole juniorów, a do pierwszego zespołu został włączony w sezonie 1999/2000. Długo czekał na swój debiut w lidze. Swój pierwszy mecz rozegrał dopiero w rundzie wiosennej mając zaledwie niespełna 17 lat. W sezonie zagrał tylko 9 meczów, ale zdołał zdobyć 4 bramki, i tym samym pokazał swój nieprzeciętny talent. Te 4 bramki nieznacznie pomogły drużynie Sutjeski w zajęciu wysokiego 5. miejsca w lidze. Utalentowanym młodzieńcem zainteresowało się włoskie US Lecce i latem 2000 wciąż 17-letni Vučinić wyjechał do Włoch. W Serie A w barwach Lecce zadebiutował 18 lutego 2001 w przegranym 0:1 meczu z AS Roma. W swoich pierwszych dwóch sezonach w Serie A rozegrał 8 meczów. Próbkę swoich umiejętności mógł pokazać w sezonie 2002/2003 podczas gry Lecce w Serie B. Tam zdobył 5 bramek w 28 meczach, ale najważniejsze, że trener Delio Rossi widział młodego Czarnogórca w pierwszym składzie zespołu. Jednak po powrocie Lecce do Serie A Vučinić znów był tylko rezerwowym i zagrał raptem w 12 meczach ligowych niewiele pomagając swojej drużynie w utrzymaniu się w lidze. Sezon 2004/2005 to wielki popis Vučinicia, który stworzył jeden z najskuteczniejszych ataków w lidze razem z Bułgarem Waleri Bożinowem. Jego 19 bramek w sezonie zamknęło usta wszystkim krytykom, którzy już nie wierzyli w talent Vučinicia. Po sezonie został przez włoską prasę uznany najlepszym graczem młodego pokolenia w Serie A. Był najlepszym strzelcem swojego zespołu, a w lidze klasyfikacji strzelców uplasował się na 5. pozycji. Więcej bramek od niego zdobyli wówczas tak dobrzy zawodnicy jak Lucarelli, Luca Toni, Alberto Gilardino i Vincenzo Montella. Sezon 2005/2006 nie był już dla Vučinicia i drużyny Lecce tak dobry jak poprzedni. Zdobył 9 goli w 34 meczach, a jego drużyna opuściła szeregi Serie A. Wiadome już było, iż Vučinić nie będzie grać na zapleczu ekstraklasy i latem 2006 najkonkretniejszą ofertę złożyła mu stołeczna Roma. Tuż przed zamknięciem okna transferowego, 30 sierpnia 2006 Mirko Vučinić podpisał z rzymskim klubem roczny kontrakt z opcją przedłużenia na 4 kolejne. Rocznie miał zarabiać 900 tysięcy euro, zespół Lecce otrzymał za Vučinicia kwotę 3,3 miliona euro. W Romie Vučinić zadebiutował 22 października w zremisowanym 1:1 ligowym pojedynku z Chievo Werona. 11 stycznia 2009 roku strzelił dwa gole w zremisowanym 2:2 spotkaniu Serie A przeciwko Milanowi.
1 sierpnia 2011 odszedł do Juventusu F.C. za kwotę 15 mln euro, podpisując kontrakt na cztery lata.
| Sezon     | Klub               | Kraj                         | Rozgrywki               | Mecze | Bramki |
| --------- | ------------------ | ---------------------------- | ----------------------- | ----- | ------ |
| 1999/2000 | FK Sutjeska Nikšić | Jugosławia                   | Meridijan Superliga     | 9     | 4      |
| 2000/2001 | US Lecce           | Włochy                       | Serie A                 | 2     | 0      |
| 2001/2002 | US Lecce           | Włochy                       | Serie A                 | 8     | 0      |
| 2002/2003 | US Lecce           | Włochy                       | Serie B                 | 28    | 5      |
| 2003/2004 | US Lecce           | Włochy                       | Serie A                 | 12    | 1      |
| 2004/2005 | US Lecce           | Włochy                       | Serie A                 | 28    | 19     |
| 2005/2006 | US Lecce           | Włochy                       | Serie A                 | 34    | 9      |
| 2006/2007 | AS Roma            | Włochy                       | Serie A                 | 25    | 2      |
| 2007/2008 | AS Roma            | Włochy                       | Serie A                 | 33    | 9      |
| 2008/2009 | AS Roma            | Włochy                       | Serie A                 | 27    | 11     |
| 2009/2010 | AS Roma            | Włochy                       | Serie A                 | 34    | 14     |
| 2010/2011 | AS Roma            | Włochy                       | Serie A                 | 28    | 10     |
| 2011/2012 | Juventus F.C.      | Włochy                       | Serie A                 | 32    | 9      |
| 2012/2013 | Juventus F.C.      | Włochy                       | Serie A                 | 31    | 10     |
| 2013/2014 | Juventus F.C.      | Włochy                       | Serie A                 | 12    | 2      |
| 2014/2015 | Al-Jazira Club     | Zjednoczone Emiraty Arabskie | UAE Arabian Gulf League | 23    | 25     |
| 2015/2016 | Al-Jazira Club     | Zjednoczone Emiraty Arabskie | UAE Arabian Gulf League | 6     | 2      |
|           |                    |                              | Łącznie w Serie A       | 250   | 74     |

## Kariera reprezentacyjna
W reprezentacji Serbii i Czarnogóry zadebiutował 4 czerwca 2005 roku w meczu z reprezentacją Belgii, kiedy to w 52 minucie zmienił Nenada Jestrovicia. Do czasu rozdzielenia się państw Serbii i Czarnogóry Mirko rozegrał we wspólnej kadrze tych krajów łącznie 3 mecze (oprócz wspomnianego debiutu zagrał jeszcze z Włochami i Tunezją) nie strzelając gola. Miał wielką szansę pojechać na finały Mistrzostwa Świata w Niemczech. Przez ówczesnego selekcjonera Iliję Petkovicia został nawet powołany do 23-osobowej kadry na same finały, jednak kontuzja uniemożliwiła mu wyjazd do Niemiec i został zastąpiony przez syna selekcjonera Dušana Petkovicia, który ostatecznie także nie pojechał na mistrzostwa. Mirko Vučinić obok Dragoslava Jevricia miał być wówczas jedynym Czarnogórcem w kadrze. W nowo utworzonej reprezentacji Czarnogóry Vučinić miał być jednym z liderów. W pierwszym meczu reprezentacji Czarnogóry (której był wówczas kapitanem) z Węgrami rozegranym 24.03.2007, wygranym 2:1 zdobył bramkę z rzutu karnego, a według stanu na 2007 był najskuteczniejszym zawodnikiem reprezentacji.